# Videografia de Taylor Swift

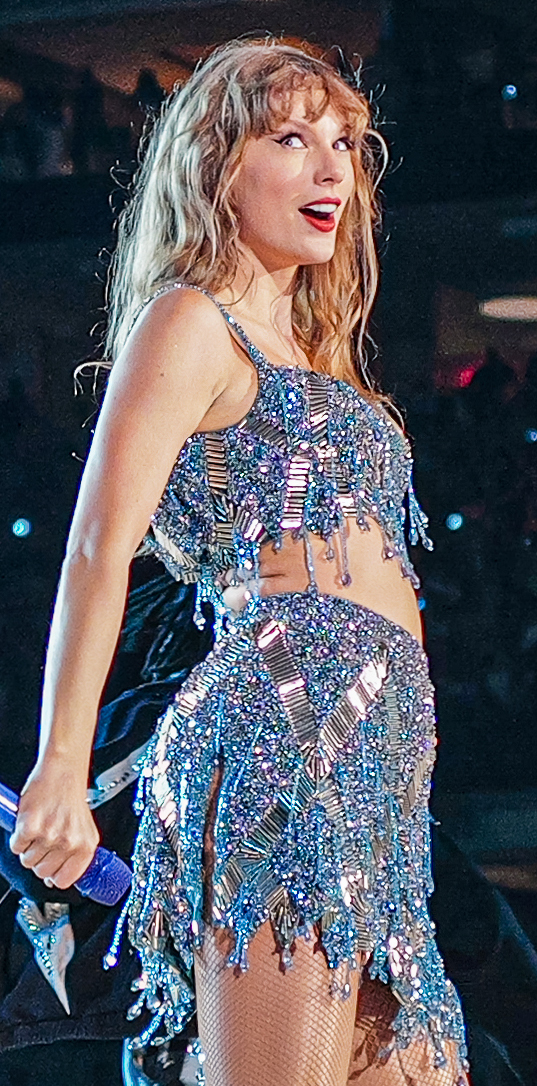
Swift durante a etapa 1989 na The Eras Tour (2023).

A cantora e compositora americana Taylor Swift já lançou quatro álbuns de vídeos e apareceu em trinta e oito videolipes, cinco filmes e três programas de televisão. Do seu homônimo álbum de estréia (2006), ela lançou videoclipes dos singles "Tim McGraw", "Teardrops on My Guitar", "Our Song" e "Picture to Burn", todos dirigidos por Trey Fanjoy, e lançados entre 2006-08. Tendo o segundo deles lhe rendido uma indicação a Artista Revelação no MTV Video Music Awards de 2008. Em 2008, ela lançou três videoclipes - "Beautiful Eyes", de seu extended play de mesmo nome, "Change", da trilha sonora das Olimpíadas de Pequim (2008), AT&T Team USA Soundtrack, e "Love Story", de seu segundo álbum de estúdio Fearless (2008). Este último foi indicado a dois prêmios no CMT Music Awards de 2009-Vídeo do Ano e Vídeo Feminino do Ano. Pelo videoclipe de "You Belong with Me", ela ganhou o prêmio Melhor Vídeo Feminino no MTV Video Music Awards de 2009. Durante seu discurso, ela foi interrompida pelo rapper Kanye West, o que causou grande polêmica e recebeu vasta atenção da mídia.
O terceiro álbum de estúdio de Swift Speak Now (2010) gerou o single "Mine", cujo videoclipe foi dirigido pela própria cantora e Roman White, que anteriormente dirigiu dois de seus videoclipes. Este vídeo foi seguido por "Back to December", um videoclipe que fala da dor e das conseqüências do fim de um relacionamento, e "Mean" (2011), que trata de bullying. Ela também lançou videoclipes de "The Story of Us", "Sparks Fly" e "Ours", todos em 2011. No ano seguinte, Swift lançou seu quarto álbum de estúdio Red (2012), o qual foi precedido pelo videoclipe do primeiro single "We Are Never Ever Getting Back Together". O vídeo de "I Knew You Were Trouble" rendeu a Swift seu segundo prêmio de Melhor Vídeo Feminino, durante o MTV Video Music Awards de 2013. No ano de 2013, Swift lançou cinco videoclipes - quatro de Red; "22", "Everything Has Changed", "Red" e "The Last Time", e um em colaboração com Tim McGraw; "Highway Don't Care".
O quinto álbum de estúdio de Swift, 1989 (2014), gerou os videoclipes das canções "Shake It Off" e "Blank Space", em 2014, com o último tornando-se o vídeo mais rápido a atingir a marca de um bilhão de visualizações na plataforma Vevo, "Style", "Bad Blood" e "Wildest Dreams", em 2015, "Out of the Woods "e "New Romantics", em 2016. Os videoclipes de "Blank Space" e "Bad Blood", com participação do rapper Kendrick Lamar, ganharam um total de quatro prêmios no MTV Video Music Awards de 2015, com o último ganhando os prêmios de Vídeo do Ano e Melhor Colaboração. Também recebeu um Prêmio Grammy pelo Melhor Vídeo Musical. 
Para seu sétimo álbum de estúdio Lover (2019), Swift lançou quatro videoclipes. "Me!" com participação de Brendon Urie do Panic! at the Disco foi dirigido por Swift e Dave Meyers, "You Need to Calm Down" e a faixa-título foi dirigida por Swift e Drew Kirsch, e "The Man" foi dirigido por Swift em sua estréia na direção solo. Os vídeos de "You Need to Calm Down" e "Me!" ganharam três indicações no MTV Video Music Awards de 2019, o primeiro de Vídeo do Ano e Vídeo do Bem e o segundo de Melhores Efeitos Visuais. O prêmio de Vídeo do Ano fez de Swift a segunda artista a ter dirigido seu próprio vídeo vencedor. Além de seus videoclipes, Swift já lançou quatro álbuns de vídeo—Taylor Swift and Def Leppard (2009), Journey to Fearless (2011), Speak Now World Tour - Live (2011), e The 1989 World Tour Live (2015). A cantora já apareceu nos programas de televisão CSI: Crime Scene Investigation e Saturday Night Live, em 2009, e New Girl em 2013. No cinema, ela já estrelou em Valentine's Day (2010), e emprestou sua voz ao filme de animação The Lorax (2012). Ela também já apareceu em diversos comerciais, incluindo os das marcas Band Hero (2009), Coca-Cola (2014) e Apple Music (2016).

## Videoclipes
| Ano  | Canção                                                       | Diretor(es)               | Descrição |
| ---- | ------------------------------------------------------------ | ------------------------- | --- |
| 2006 | "Tim McGraw"                                                 | Trey Fanjoy               | Mostra flashbacks do par romântico de Swift, entre cenas que mostram Swift deitada à beira de um lago. |
| 2007 | "Teardrops on My Guitar"                                     | Trey Fanjoy               | Mostra o amor não correspondido de Swift por seu amigo, que se apaixona por outra garota. |
| 2007 | "Our Song"                                                   | Trey Fanjoy               | Swift é vista cantando em vários cenários, incluindo uma varanda. |
| 2007 | "Online" (de Brad Paisley)                                   | Jason Alexander           | Swift aparece como dançarina de apoio no videoclipe. |
| 2008 | "I'm Only Me When I'm with You"                              | Taylor Swift              | O vídeo exibe cenas de shows ao vivo da cantora. |
| 2008 | "Picture to Burn"                                            | Trey Fanjoy               | Mostra Swift fantasiando sobre sua vingança contra seu ex-namorado, ao vê-lo com outra garota. |
| 2008 | "Should've Said No"                                          | Louis J. Horvitz          | Mostra Swift cantando a canção no Academy of Country Music Awards de 2008. |
| 2008 | "Beautiful Eyes"                                             | Todd Cassetty Trey Fanjoy | Mostra imagens da festa de aniversário de 18 anos de Swift. |
| 2008 | "Change"                                                     | Shawn Robbins             | Swift toca com uma banda em um salão de baile. Uma versão alternativa do vídeo mostra cenas da equipe olímpica americana nos Jogos Olímpicos de Verão de 2008. |
| 2008 | "Love Story"                                                 | Trey Fanjoy               | Vídeo de época baseado no drama de William Shakespeare, Romeu e Julieta (1597), mostra Swift encontrando seu par romântico em um campus universitário, mas substitui o trágico final por um final feliz. |
| 2009 | "White Horse"                                                | Trey Fanjoy               | Um ex-namorado aborda Swift querendo uma segunda chance. Ela lembra de várias memórias com ele, tanto positivas quanto negativas. |
| 2009 | "Crazier"                                                    | Peter Chelsom             | Mostra imagens da participação de Swift no filme Hannah Montana: The Movie (2009). |
| 2009 | "You Belong with Me"                                         | Roman White               | Swift, uma garota estudiosa, sonha com seu popular vizinho. |
| 2009 | "The Best Day"                                               | Taylor Swift              | Mostra vídeos caseiros de Swift e sua mãe. |
| 2009 | "Fifteen"                                                    | Roman White               | Filmado com chroma key, apresenta muitos efeitos especiais. Swift atravessa um jardim, onde revive muitas lembranças com sua melhor amiga. |
| 2009 | "Best Days of Your Life" (de Kellie Pickler)                 | Roman White               | Swift passeia no shopping com Kellie Pickler]], que vê seu namorado a traindo, e o deixa. Ele vê sua vida miserável com sua nova namorada e sente falta de estar com Pickler. |
| 2009 | "Two Is Better Than One"                                     | Meiert Avis               | Swift participa como convidada na canção mas não aparece no vídeo de Boys Like Girls, que mostra a história de um casal enquanto a banda se apresenta em um hangar vazio. |
| 2010 | "Fearless"                                                   | Todd Cassetty             | Feito com imagens da turnê e dos bastidores da Fearless Tour. |
| 2010 | "Half of My Heart" (John Mayer com part. de Taylor Swift)    | P.R. Brown                | Uma versão alternativa da canção, com os vocais de Swift, foi usada no vídeo, mas a cantora não apareça nele. |
| 2010 | "Mine"                                                       | Taylor Swift Roman White  | Swift lembra as brigas entre seus pais, que a seguem até a idade adulta, seu próprio relacionamento, e casamento. |
| 2011 | "Back to December"                                           | Yoann Lemoine             | Swift lamenta seu rompimento com o ex-namorado, a quem ela não tratou bem quando estavam juntos. |
| 2011 | "Mean"                                                       | Declan Whitebloom         | Mostra quatro pessoas diferentes sofrendo bullying, em lugares. No entanto, suas vidas melhoram no final do vídeo. |
| 2011 | "The Story of Us"                                            | Noble Jones               | Swift é vista narrando o livro homônimo em uma biblioteca. As cenas se movem pra frente e pra trás no tempo mostrando ela e seu ex-namorado, estudantes na biblioteca. |
| 2011 | "Sparks Fly"                                                 | Christian Lamb            | Mostra cenas de várias apresentações da turnê Speak Now World Tour. |
| 2011 | "Ours"                                                       | Declan Whitebloom         | Se passa principalmente em um escritório, com Swift trabalhando e vendo vários vídeos dela e de seu namorado. Termina com eles abraçando-se quando ele volta do serviço militar. |
| 2012 | "Safe & Sound" (com part. de The Civil Wars)                 | Philip Andelman           | Mostra Swift andando descalça por uma floresta sombria enquanto The Civil Wars está dentro de uma casa em frente a uma lareira cantando a canção. O vídeo contém várias referências do filme The Hunger Games (2012). |
| 2012 | "Long Live" (com part. de Paula Fernandes)                   | Eduardo Levy              | Filmado para parecer que Swift e Fernandes cantam a canção ao mesmo tempo, conectados via satélite, com cenas de Fernandes filmadas no Brasil, e cenas de Swift filmadas durante um show nos Estados Unidos. |
| 2012 | "Both of Us" (B.o.B com part. de Taylor Swift)               | Jake Nava                 | Swift participa na canção de , e o vídeo mostra os dois cantando e pessoas vivendo seu dia-a-dia. |
| 2012 | "We Are Never Ever Getting Back Together"                    | Declan Whitebloom         | Quando seu namorado, com quem Swift vai e volta, faz coisas terríveis à ela, ela percebe que eles nunca jamais voltarão a ficar juntos. |
| 2012 | "Begin Again"                                                | Philip Andelman           | Mostra Swift vagando pelas ruas de Paris, em busca de um novo começo, o qual ela encontra em um novo par romântico. |
| 2012 | "I Knew You Were Trouble"                                    | Anthony Mandler           | Swift relembra os eventos de um romance fervoroso mas destrutivo. |
| 2013 | "22"                                                         | Anthony Mandler           | Swift pula em trampolins, brinca na praia, e dá uma festa com suas amigas. |
| 2013 | "Highway Don't Care" (com Tim McGraw e part. de Keith Urban) | Shane Drake               | Mostra os perigos de dirigir distraído, particularmente ao mandar mensagens de texto. Mostra um acidente como resultado de tal situação. |
| 2013 | "Everything Has Changed" (com part. de Ed Sheeran)           | Philip Andelman           | Duas crianças se conhecem num ônibus escolar. Ao longo do vídeo, eles são vistos pintando seus rostos com giz de cera, fingindo ser uma princesa e um cavaleiro, e dançando um com o outro no ginásio da escola. |
| 2013 | "Red"                                                        | Kenny Jackson             | Mostra imagens da turnê The Red Tour. |
| 2013 | "The Last Time" (com part. de Gary Lightbody)                | Terry Richardson          | Filmagens da apresentação da turnê The Red Tour em Sacramento, Califórnia, em agosto de 2013, foram usadas para criar o vídeo. |
| 2014 | "Shake It Off"                                               | Mark Romanek              | Swift dança com outros dançarinos de diversos estilos. Ao longo do vídeo, Swift faz referência a vários músicos pop, incluindo Lady Gaga e Skrillex. |
| 2014 | "Blank Space"                                                | Joseph Kahn               | Mostra Swift com seu par romântico em uma mansão. Quando seu namorado é visto traindo ela, Swift se transforma em uma namorada ciumenta, psicótica e namoradeira. |
| 2015 | "Style"                                                      | Kyle Newman               | Mostra Swift sob uma luz mais escura, mais abstrata. Mostra paisagens tais como praias, florestas e passeios de carro. |
| 2015 | "Bad Blood" (com part. de Kendrick Lamar)                    | Joseph Kahn               | Quando Swift é traída por sua amiga e agente secreta, ela se prepara para vingar-se. |
| 2015 | "Wildest Dreams"                                             | Joseph Kahn               | Situado na década de 1950, o vídeo mostra Swift e seu par romântico na gravação de um filme de romance. Swift fica com o coração partido ao vê-lo com sua esposa e foge da estreia do filme. |
| 2015 | "Out of the Woods"                                           | Joseph Kahn               | Swift em vários locais diferentes, como uma praia, montanhas nevadas, mar, uma paisagem árida, um local lamacento e uma floresta incandescente, tudo para tentar encontrar a si mesma. |
| 2016 | "New Romantics"                                              | Jonas Åkerlund            | O vídeo mostra várias cenas de Swift no palco durante a turnê The 1989 World Tour. |
| 2017 | "I Don't Wanna Live Forever" (com Zayn)                      | Grant Singer              | Swift e Malik vagam por um hotel, arremessando com raiva objetos como vasos, abajures, e travesseiros, em seus quartos. |
| 2017 | "Look What You Made Me Do"                                   | Joseph Kahn               | Mostra várias das imagens anteriores de Swift, incluindo uma dançarina de ballet, um mestre de circo, e uma estudiosa estudante do ensino médio, e critica a forma fictícia como ela é representada na mídia. |
| 2017 | "...Ready for It?"                                           | Joseph Kahn               | Swift luta contra sua robótica, sombria e enganosa contraparte para se libertar de uma prisão invisível na qual ela está presa. O vídeo se passa em uma atmosfera futurista e traz referências de ficção científica e anime. |
| 2017 | "End Game" (com part. de Ed Sheeran e Future)                | Joseph Kahn               | Filmado em Miami, Tóquio e Londres, o vídeo mostra Swift festejando com Sheeran e andando em um Lamborghini Aventador com Futuro. |
| 2018 | "Delicate"                                                   | Joseph Kahn               | Mostra Swift descobrindo que ela é invisível depois que um homem misterioso lhe entrega um bilhete. Mais tarde, ela é vista dançando descuidadamente em um hotel, transporte público e ruas chuvosas. |
| 2018 | "Delicate" (Vídeo vertical)                                  | Taylor Swift              | O vídeo foi filmado em um take em um formato vertical e mostra Swift cantando a canção em um parque. Foi lançado exclusivamente no Spotify nos Estados Unidos, Reino Unido, Suécia e América Latina. |
| 2018 | "Babe" (Sugarland com part.de Taylor Swift)                  | Anthony Mandler           | Mostra Brandon Routh e Jennifer Nettles como um casal, enquanto Swift é uma secretária que está tendo um caso com seu chefe casado (Routh). |
| 2019 | "Me!" (com part. de Brendon Urie)                            | Taylor Swift Dave Meyers  | Mostra Swift e Urie como um casal que briga antes de Swift entrar em um colorido país das maravilhas. |
| 2019 | "You Need to Calm Down"                                      | Taylor Swift Drew Kirsch  | Swift mora em um estacionamento de trailers. Seu trailer pega fogo enquanto ela relaxa em uma piscina. Um concurso de rainha do pop é realizado. Swift, fantasiada de batata frita, abraça Katy Perry, fantasiada de hambúrguer. |
| 2019 | "Lover"                                                      | Taylor Swift Drew Kirsch  | Swift e o dançarino Christian Owens retratam um casal que mora em uma casa colorida dentro de um globo de neve, que mais tarde dão à filha como presente de Natal. |
| 2019 | "Christmas Tree Farm"                                        | Taylor Swift              | Mostra vídeos caseiros de Swift e sua família durante o Natal na casa de sua infância na Pensilvânia. |
| 2020 | "The Man"                                                    | Taylor Swift              | Swift assume o papel de um homem de negócios mesquinho e egoísta que faz birra e se comporta de maneira machista estereotipada. Conta com participação de Loren Gray, Dwayne Johnson e o pai de Swift. |
| 2020 | "Cardigan"                                                   | Taylor Swift              | Swift começa tocando um piano e relembrando antigas memórias, antes de entrar em seu piano, que a leva correndo por uma floresta. O piano a leva a um lago, onde ela é vista segurando o piano com as duas mãos, lutando para se segurar. O piano do lago a leva de volta para casa, onde a canção termina com ela vestindo um casaco de lã. |
| 2020 | "Cardigan" (Cabin in Candlelight Version)                    | Taylor Swift              | Mostra cenas dos bastidores da sessão de fotos do álbum Folklore (2020), além de clipes de Swift passeando por campos, encostada nas árvores e sentada em um balanço. |
| 2020 | "Willow"                                                     | Taylor Swift              | O vídeo, inspirado em faixas de Folklore, continua onde "Cardigan" termina. Swift volta para o piano e segue um fio de ouro que a leva a um lago, um circo, uma floresta escura, uma trupe de dançarinos e de volta a sua cabana, onde ela se reúne com seu interesse amoroso, interpretado pelo dançarino Taeok Lee.                        |
| 2021 | "The Best Day" (Taylor's Version)                            | Taylor Swift              | Semelhante ao original, o vídeo conta com novos vídeos caseiros de Swift e sua mãe, além de imagens de Swift com seu pai e irmão. O vídeo usa as mesmas imagens do lyric video. |
| 2021 | "Renegade" (Big Red Machine com part. de Taylor Swift)       | Michael Brown             | Apresenta imagens e clipes de vídeo de Swift e letras manuscritas da canção por meio de colagens e filtros coloridos. |

## Álbuns de video
| Título                      | Detalhes | Notas |
| --------------------------- | --- | --- |
| Speak Now World Tour – Live | - Lançamento: 21 de novembro de 2011 - Gravadora: Big Machine - Formatos: Download digital, CD, DVD e Blu-ray | - Álbum ao vivo, DVD e Blu-ray contendo áudio e performances ao vivo da parte norte-americana da turnê Speak Now World Tour. |

## Filmografia
| Ano  | Título                                    | Papel            | Notas                                                                                               |
| ---- | ----------------------------------------- | ---------------- | --------------------------------------------------------------------------------------------------- |
| 2009 | Jonas Brothers: The 3D Concert Experience | Ela mesma        | Participação                                                                                        |
| 2009 | Hannah Montana: O Filme                   | Ela mesma        | Participação                                                                                        |
| 2010 | Valentine's Day                           | Felicia Miller   | Atriz principal                                                                                     |
| 2012 | O Lórax: Em Busca da Trúfula Perdida      | Audrey           | Voz                                                                                                 |
| 2014 | O Dador de Memórias                       | Rosemary         | Atriz coadjuvante                                                                                   |
| 2015 | The 1989 World Tour Live                  | Ela mesma        | Concerto lançado exclusivamente no serviço de streaming Apple Music                                 |
| 2018 | Taylor Swift: Reputation Stadium Tour     | Ela mesma        | Concerto lançado exclusivamente no serviço de streaming Netflix                                     |
| 2019 | Cats                                      | Bombalurina      | |
| 2020 | Miss Americana                            | Ela mesma        | Documentário lançado exclusivamente no serviço de streaming Netflix                                 |
| 2020 | Taylor Swift: City of Lover Concert       | Ela mesma        | Concerto exibido na ABC e lançado exclusivamente nos serviços de streaming Hulu e Disney+           |
| 2020 | Folklore: The Long Pond Studio Sessions   | Ela mesma        | Documentário e concerto dirigido por Swift e lançado exclusivamente no serviço de streaming Disney+ |
| 2021 | All Too Well: The Short Film              | Ela, anos depois | Curta-metragem escrito e dirigido por Swift                                                         |
| 2022 | Untitled David O. Russell project         | A ser lançado    | Em pós-produção                                                                                     |

## Televisão
| Título                                       | Ano                               | Papel            | Notas |
| -------------------------------------------- | --------------------------------- | ---------------- | --- |
| Good Morning America                         | 2006; 2008; 2012; 2014; 2019-2021 | Ela mesma        | |
| CMT Crossroads                               | 2008                              | Ela mesma        | T7E4: "Taylor Swift and Def Leppard"                                                                                          |
| The Ellen DeGeneres Show                     | 2008-2012; 2014; 2019             | Ela mesma        | |
| CSI: Crime Scene Investigation               | 2009                              | Haley Jones      | Episódio: "De Volta no Tempo"                                                                                                 |
| Late Night with Jimmy Fallon                 | 2009                              | Ela mesma        | |
| Saturday Night Live                          | 2009                              | Ela mesma        | Entrevistada / Convidada musical (2 episódios)                                                                                |
| Journey to Fearless                          | 2010                              | Ela mesma        | Série em três partes exibida no canal a cabo The Hub e lançada em vídeo em 2011                                               |
| Take Dois com Phineas e Ferb                 | 2011                              | Ela mesma        | |
| Punk'd                                       | 2012                              | Ela mesma        | |
| 20/20                                        | 2012                              | Ela mesma        | |
| VH1 Storytellers                             | 2012                              | Ela mesma        | |
| The Jonathan Ross Show                       | 2012                              | Ela mesma        | |
| The GRAMMY Nominations Concert Live          | 2012                              | Ela mesma        | Co-apresentadora com LL Cool J                                                                                                |
| 60 Minutes                                   | 2012–2013                         | Ela mesma        | |
| Alan Carr: Chatty Man                        | 2012; 2014                        | Ela mesma        | |
| New Girl                                     | 2013                              | Elaine           | Episódio: "O Grande Dia de Elaine"                                                                                            |
| CBS This Morning                             | 2013–2014                         | Ela mesma        | |
| The Voice                                    | 2013–2014; 2019                   | Ela mesma        | Participação especial (4.ª temporada); Convidada musical (16.ª temporada); Mentora na fase de nocautes (7.ª e 17.ª temporada) |
| The Graham Norton Show                       | 2013–2014; 2019                   | Ela mesma        | |
| The View                                     | 2014                              | Ela mesma        | |
| The Talk                                     | 2014                              | Ela mesma        | |
| Barbara Walters' 10 Most Fascinating People  | 2014                              | Ela mesma        | |
| The Tonight Show Starring Jimmy Fallon       | 2014–2015; 2019                   | Ela mesma        | |
| Jimmy Kimmel Live!                           | 2014; 2020                        | Ela mesma        | |
| Late Night With Seth Meyers                  | 2014; 2021                        | Ela mesma        | |
| Saturday Night Live 40th Anniversary Special | 2015                              | Ela mesma/Alison | Especial de televisão; participação especial durante o esquete "The Californians"                                             |
| The Tonight Show Starring Jimmy Fallon       | 2017                              | Ela mesma        | Convidada musical (Episódio 768)                                                                                              |
| Saturday Night Live                          | 2017; 2019                        | Ela mesma        | Convidada musical (T43E5 e T45E2)                                                                                             |
| Draft da NFL de 2019 na ABC                  | 2019                              | Ela mesma        | |
| CBS News Sunday Morning                      | 2019                              | Ela mesma        | |
| Kids Say the Darndest Things                 | 2019                              | Ela mesma        | |
| Strictly Come Dancing                        | 2019                              | Ela mesma        | Convidada musical (T17 Final)                                                                                                 |
| The Today Show                               | 2019                              | Ela mesma        | Com o elenco de Cats |
| The Late Late Show with James Corden         | 2019                              | Ela mesma        | Com o elenco de Cats |
| One World: Together at Home                  | 2020                              | Ela mesma        | Especial de televisão |
| Dear Class of 2020                           | 2020                              | Ela mesma        | |
| Selena + Chef                                | 2020                              | Ela mesma        | Episódio: "Selena + Roy Choi"                                                                                                 |
| The Late Show with Stephen Colbert           | 2021                              | Ela mesma        | |

## Comerciais
| Companhia                 | Ano       | Produto                                       | Título                                        | Canção tema                                        | Região                  |
| ------------------------- | --------- | --------------------------------------------- | --------------------------------------------- | -------------------------------------------------- | ----------------------- |
| Activision                | 2009      | Video game: Band Hero                         | —                                             | "Love Story"                                       | Estados Unidos          |
| Nashville Predators       | 2009      | Evento esportivo                              | —                                             | —                                                  | Estados Unidos          |
| Sony                      | 2010      | Câmera Cyber-shot DSC-TX7                     | —                                             | —                                                  | Estados Unidos          |
| Target                    | 2010      | Álbum Speak Now Edição Deluxe Exclusiva       | —                                             | "Mine"                                             | Estados Unidos          |
| CoverGirl                 | 2010–2011 | Cosméticos                                    | —                                             | —                                                  | Estados Unidos          |
| Elizabeth Arden           | 2011      | Perfume Wonderstruck / Wonderstruck Enchanted | "The Beginning of Something Magical"          | "Enchanted"                                        | Estados Unidos          |
| Vogue                     | 2012      | Fashion's Night Out 2012                      | —                                             | —                                                  | Estados Unidos          |
| Macy's                    | 2012      | Perfume Wonderstruck Enchanted                | —                                             | —                                                  | Estados Unidos          |
| Target                    | 2012      | Álbum Red Edição Deluxe Exclusiva             | —                                             | "Red"                                              | Estados Unidos          |
| Macy's                    | 2012      | Doações da Macy's à Make-A-Wish Foundation    | "Another Miracle on the 34th Street"          | —                                                  | Estados Unidos          |
| Sony                      | 2012      | Câmera Sony NEX-5R                            | —                                             | —                                                  | Estados Unidos          |
| MTV                       | 2012      | MTV Video Music Awards de 2012                | —                                             | "We Are Never Ever Getting Back Together"          | Estados Unidos          |
| The Recording Academy     | 2012      | Grammy Awards de 2012                         | —                                             | —                                                  | Estados Unidos          |
| Coca-Cola                 | 2013      | Diet Coke                                     | "Stay Extraordinary"                          | "22"                                               | Estados Unidos          |
| Keds                      | 2013      | Sapatos                                       | "Be Brave"                                    | —                                                  | Estados Unidos          |
| Ulta Beauty               | 2013      | Perfume Taylor                                | "Made Of Starlight"                           | "Starlight"                                        | Estados Unidos          |
| Coca-Cola                 | 2014      | Diet Coke                                     | "What if life tasted as good as a Diet Coke?" | "How You Get the Girl"                             | Estados Unidos          |
| Target                    | 2014      | Álbum 1989 Edição Deluxe Exclusiva            | "There's Only One Place to Get More Taylor"   | "Style"                                            | Estados Unidos e Canadá |
| Keds                      | 2014      | Sapatos                                       | "Bravehearts"                                 | —                                                  | Estados Unidos          |
| Elizabeth Arden           | 2014      | Perfume Incredible Things                     | —                                             | —                                                  | Estados Unidos          |
| Toyota                    | 2015      | Carro hibrido: Lexus                          | —                                             | "Wildest Dreams"                                   | China                   |
| Evolution of Smooth (EOS) | 2015      | Protetor Labial                               | —                                             | —                                                  | China                   |
| Keds                      | 2015      | Sapatos                                       | "Ladies First"                                | —                                                  | Estados Unidos          |
| Apple Music               | 2016      | Serviço de streaming                          | "Distractingly good"                          | "Jumpman" de Drake e Future                        | Estados Unidos          |
| Apple Music               | 2016      | Serviço de streaming                          | "Every song for every moment"                 | "The Middle" de Jimmy Eat World                    | Estados Unidos          |
| Apple Music               | 2016      | Serviço de streaming                          | "Dance like no one's watching"                | "I Believe in a Thing Called Love" de The Darkness | Estados Unidos          |
| DirecTV e DirecTV Now     | 2016      | Taylor Swift NOW                              | "AT&T Presents Taylor Swift NOW"              | —                                                  | Estados Unidos          |
| United Parcel Service     | 2017      | Entrega de pacotes                            | "#TaylorSwiftDelivery"                        | "Look What You Made Me Do"                         | Estados Unidos          |
| DirecTV e DirecTV Now     | 2017      | Taylor Swift NOW                              | "See What Taylor's Up To NOW"                 | —                                                  | Estados Unidos          |
| Target                    | 2017      | Revistas de Reputation exclusivas da Target   | "Look What You Made Me Do"                    | "...Ready for It?"                                 | Estados Unidos          |
| ABC e ESPN                | 2017      | Jogo de futebol americano Alabama x Florida   | —                                             | "...Ready for It?"                                 | Estados Unidos          |
| DirecTV e DirecTV Now     | 2018      | DirecTV Now                                   | "Taylor Swift's Caticorn Adventure"           | —                                                  | Estados Unidos          |
| ESPN                      | 2019      | Draft da NFL de 2019                          | —                                             | "Me!"                                              | Estados Unidos          |
| Capital One               | 2019      | Cartão de crédito                             | —                                             | "Me!"                                              | Estados Unidos          |
| Capital One               | 2020      | Banco                                         | —                                             | "Cardigan"                                         | Estados Unidos          |
| NBC                       | 2021      | Jogos Olímpicos de Verão de 2020              | "Taylor Swift Women's All-Around"             | "Evermore"                                         | Estados Unidos          |
| NBC                       | 2021      | Jogos Olímpicos de Verão de 2020              | "Taylor Swift hypes up the USWNT"             | "You Need to Calm Down"                            | Estados Unidos          |
| NBC                       | 2021      | Jogos Olímpicos de Verão de 2020              | "Simone Biles + Taylor Swift"                 | "This Is Me Trying"                                | Estados Unidos          |